# جی‌بی‌یو-۱۰
جی‌بی‌یو-۱۰ پیووی ۲(به انگلیسی: GBU-10 Paveway II) بمبی از سری بمب‌های پیووی است. این بمب یک بمب هدایت لیزری است که بر پایه بمب چندمنظوره ام‌کی۸۴ ساخته شده است، ولی دارای جستجوگر لیزر و بال برای هدایت می‌باشد. این بمب از سال ۱۹۷۶ در نیروی هوایی و دریایی آمریکا، نیروی تفنگداران دریایی ایالات متحده آمریکا، نیروی هوایی استرالیا و برخی از دیگر کشورهای ناتو به کار گرفته شد. این بمب‌ها به ایران نیز صادر شده و  اف-۴ فانتوم‌های ایرانی در جنگ ایران و عراق از این بمب برای بمباران اهداف عراقی استفاده می‌کردند.
جی‌بی‌یو-۱۰ دارای ورژن‌های گوناگون است که در این ورژن‌ها بال‌های مختلف و فیوزهای گوناگونی به کار رفته است. وزن این بمب بسته به پیکربندی آن از ۹۳۴ کیلوگرم تا ۹۵۶ کیلوگرم متغیر است.